# ヒュパスピスタイ

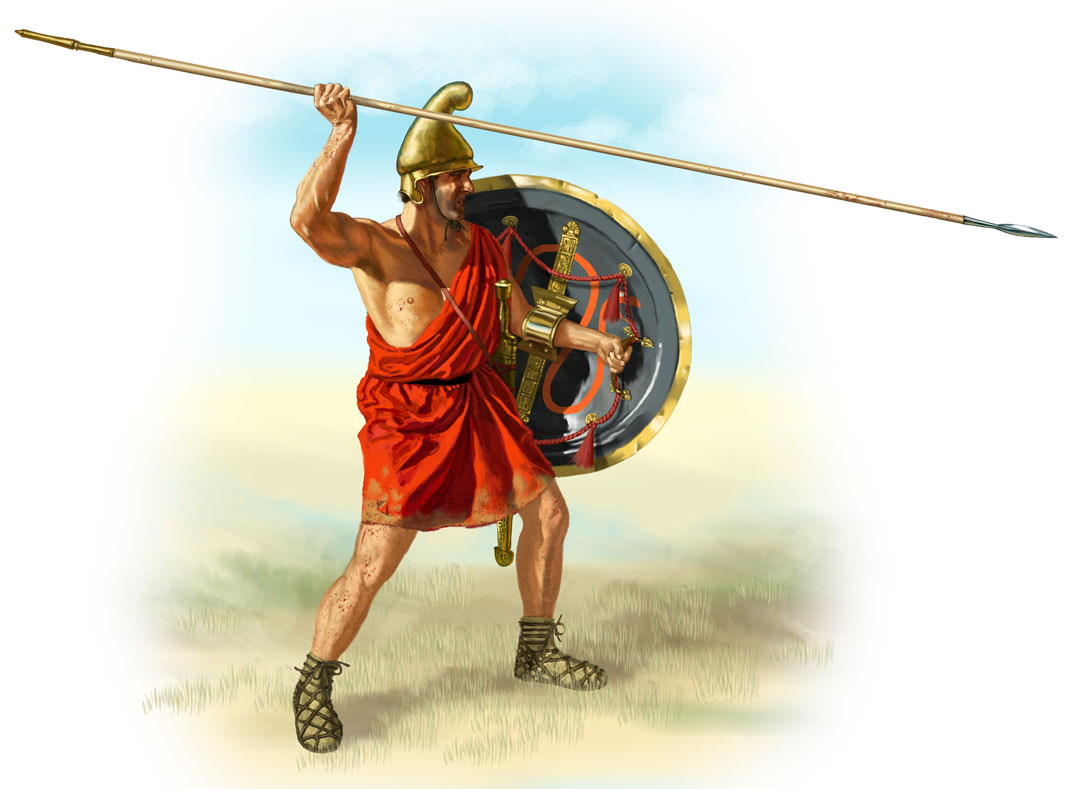
ヒュパスピスタイ

ヒュパスピスタイ（ギリシア語: Ὑπασπιστής）は、古代ギリシャの兵士の中で軽装歩兵の役割を担っており、亜麻布で作った防具を着け、頑丈な円形の盾と短槍で武装していた。原義は古代ギリシャ語で「盾持ち」の意。また、ヘタイロイと同じく常備軍として創立された。

## 概要
ヒュパスピスタイを活用したことで特に有名なのは、フィリッポス2世である。マケドニアのファランクスは極めて精強だった。しかし側面や後方からの攻撃に対して脆かったため、その対抗策として素早く動けるヒュパスピスタイが使用された。また、ヘタイロイがさらに援護することで、正面への対応力に特化した中央部隊と、当時としては革新的な機動性を有した側面部隊という組み合わせが完成した。